# Luis Larrosa
Luis Larrosa, né le 31 mars 1958, est un ancien joueur uruguayen de basket-ball.

## Palmarès
- Finaliste du championnat des Amériques 1984